# 阿東幹部交番
阿東幹部交番（あとうかんぶこうばん）は、山口県山口市にある山口県警山口警察署管内の主要交番。

## 所在地
- 山口市阿東生雲西分2044-1

## 管轄区域
- 山口市阿東地区

## 沿革
- 1877年10月 萩警察署生雲（いくも）分署が設置される。
- 1893年12月 萩警察署生雲警察分署になる。
- 1926年7月 萩警察署から独立し、生雲警察署になる。
- 1955年4月 阿東警察署になる。
- 2005年4月1日 萩市の旧むつみ村域を萩警察署へ移管。
- 2007年4月 山口警察署管内に管轄区域を編入、幹部交番に格下げ。

## 備考
かつては阿東警察署という独立した警察署であった。
- 阿東警察署（阿武郡阿東町生雲西分）
  - 徳佐交番（阿武郡阿東町徳佐下）
  - 嘉年駐在所（阿武郡阿東町嘉年上）
  - 地福駐在所（阿武郡阿東町地福上）
  - 長門峡駐在所（阿武郡阿東町生雲東分）
  - 三谷駐在所（阿武郡阿東町生雲東分）

なお、旧阿東警察署の管轄区域にあった徳佐交番、地福駐在所、嘉年駐在所は、2022年（令和4年）5月30日 に統合されて阿東桜交番となった（地福駐在所には地福連絡所が設置されている）。